# Винник, Мария Дмитриевна
Мария Дмитриевна Винник (укр. Марія Дмитрівна Винник; род. 27 ноября 2001 год, Черновцы) — украинская спортсменка, борец вольного стиля. Чемпионка Украины 2023 года. Мастер спорта Украины международного класса.

## Биография
Мария родилась в украинском городе Черновцы, у Марии есть младшая сестра-близнец Соломия. Мать отдала их в секцию вольной борьбы, когда им было по 7 лет. После гибели родителей в автокатастрофе их воспитывали бабушка с дедушкой. Первым и нынешнем тренером Марии является Сергей Одинак.

## Спортивная карьера
Первые результаты для Марии пришли в юниорском возрасте, в 2019 году она выиграла бронзовые медали на первенстве мира и Европы в весе до 50 кг. В апреле 2021 году Винник чуть сенсационно не выиграла бронзовую медаль на взрослом чемпионате Европы, уступив в мало финале немецкой спортсменке Аннике Вендле. Месяцем позже, Мария добилась успеха на первенстве Европы до 23 лет, придя на третьем месте, а в ноябре снова выиграла бронзовую медаль на первенстве мира до 23 лет в весе до 53 килограмм. В январе 2023 года стала чемпионкой страны в весовой категории до 53 кг, одолев в финале Яну Сороку из Львовской области. В октябре 2023 была участницей первенства мира до 23 лет в Албании, но стала лишь пятой. В мае 2024 года стала финалисткой первенства Европы до 23 лет в весе до 55 кг.

## Спортивные достижения
- Первенство Европы среди юниоров 2019 — ;
- Первенство мира среди юниоров 2019 — ;
- Первенство Европы до 23 лет 2021, 2023 — ;
- Первенство мира до 23 лет  2021 — ;
- Чемпионат Украины 2023 — ;
- Первенство Европы до 23 лет 2024 — ;

## Личная информация
Мария является студенткой Львовского спортивного колледжа.